# Delphinium hui
Delphinium hui är en ranunkelväxtart som beskrevs av Chen. Delphinium hui ingår i släktet storriddarsporrar, och familjen ranunkelväxter. Inga underarter finns listade i Catalogue of Life.